# Dinar Ramilewitsch Chafisullin
Dinar Ramilewitsch Chafisullin (russisch Динар Рамилевич Хафизуллин, englisch Dinar Khafizullin, tatarisch Динар Рамил улы Хәфизуллин; * 5. Januar 1989 in Kasan, Tatarische ASSR, Russische SFSR, Sowjetunion) ist ein russischer Eishockeyspieler tatarischer Nationalität, der seit Januar 2014 beim SKA Sankt Petersburg in der Kontinentalen Hockey-Liga unter Vertrag steht.

## Karriere
Dinar Chafisullin begann seine Karriere als Eishockeyspieler in seiner Heimatstadt in der Nachwuchsabteilung von Ak Bars Kasan, für dessen Profimannschaft er in der Saison 2006/07 sein Debüt in der Superliga gab. Bei seinem einzigen Einsatz blieb er dabei punkt- und straflos. Die gesamte restliche Spielzeit verbrachte er bei der zweiten Mannschaft von Ak Bars in der drittklassigen Perwaja Liga. Von 2007 bis 2010 spielte der Verteidiger für Neftjanik Almetjewsk in der Wysschaja Liga, der zweiten russischen Spielklasse. Dort gelang es ihm sich dauerhaft im professionellen Eishockey durchzusetzen. In insgesamt 125 Zweitligaspielen gelangen ihm vier Tore und 16 Vorlagen für Almetjewsk.
Zur Saison 2010/11 erhielt Chafisullin einen Vertrag bei Witjas Tschechow aus der Kontinentalen Hockey-Liga. Bei Witjas konnte er sich einen Stammplatz in der KHL erkämpfen und erzielte in 44 Spielen zwölf Scorerpunkte, davon drei Tore. Im Januar 2011 wurde Chafisullin an seinen Ex-Klub Ak Bars Kasan abgegeben, nachdem Witjas die Playoffs nicht mehr erreichen konnte. Für Kasan kam Chafisullin jedoch nur in drei Spielen zum Einsatz und kehrte nach Saisonende zu Witjas zurück. Bei Witjas gehörte er in den folgenden Jahren zu den offensiv stärksten Verteidigern, was ihn auch für andere Klubs interessant machte. Im Januar 2014 tauschte ihn Witjas gegen Georgi Berdjukow vom SKA Sankt Petersburg, wobei Witjas zusätzlich eine finanzielle Entschädigung erhielt.

### International
Mit der russischen U20-Auswahl nahm Chafisullin an der U20-Junioren-Weltmeisterschaft 2009 teil, bei der er mit seiner Mannschaft die Bronzemedaille gewann. Im Laufe des Turniers kam er zu zwei Einsätzen, bei denen er punkt- und straflos blieb. sein Debüt in der Herren-Auswahl des Landes gab er bei der Euro Hockey Tour 2014/15, bei der er zu einem Einsatz kam.

## Erfolge und Auszeichnungen
- 2010 KHL-Rookie des Monats November
- 2015 Gagarin-Pokal-Gewinn mit dem SKA Sankt Petersburg
- 2017 Gagarin-Pokal-Gewinn und Russischer Meister mit dem SKA Sankt Petersburg

### International
- 2009 Bronzemedaille bei der U20-Junioren-Weltmeisterschaft
- 2019 Bronzemedaille bei der Weltmeisterschaft

## Statistik
(Stand: Ende der Saison 2018/19)